# Gernsehclub
Der Gernsehclub ist eine öffentliche Veranstaltungsreihe, deren Konzept es ist, gemeinsamem Fernsehen Eventcharakter zu geben. Der Club zeigt Live-TV-Events, DVDs sowie Wunschfilme und -serien.
Der Gernsehclub wurde im Jahr 2008 vom Regisseur und Produzenten Jörg Strombach in Berlin gegründet. Zu den Gründungsmitgliedern, die auch als Gastgeber oder Moderatoren auftreten, gehören Roberto Cappelluti, Bürger Lars Dietrich, Oliver Kalkofe, Thomas Nicolai, Bastian Pastewka, Oliver Rohrbeck, Tobias Schlegl, Benjamin von Stuckrad-Barre und Oliver Welke.
Die im vierzehntäglichen Turnus stattfindenden Veranstaltungen wollen eine Atmosphäre entstehen lassen, die an die Zeit erinnert, als man sich mit Familie und Freunden vor dem Fernseher versammelte, um ganz gezielt bestimmte Sendungen zu sehen – als Gemeinschaftserlebnis und ohne zwischen den Kanälen herumzuschalten. Jörg Strombach am 9. März 2009 im Interview mit Deutschlandradio Kultur: „Wir sind auf der Suche nach dem perfekten Fernsehabend. Für uns ist das im Moment, in einer kleineren Gruppe fernzusehen.“
Das Stammhaus des Gernsehclubs war zunächst ein zum Veranstaltungsraum restauriertes Gebäude auf dem Gelände der ehemaligen Schultheiss-Brauerei in Berlin-Kreuzberg, dann ab 2010 der Grüne Salon der Volksbühne in Berlin-Mitte. Seit 2013 finden die Veranstaltungen in einer Videothek in Berlin-Friedrichshain statt. Darüber hinaus ist der Gernsehclub auch als Tourneekonzept angelegt und als solches im Frühjahr 2009 mit Veranstaltungen in Hamburg, Düsseldorf, Frankfurt und München erprobt.

## Unterschiede zum Public Viewing
Die Vorführungen des Gernsehclubs finden in Anwesenheit der Hauptdarsteller oder Synchronsprecher der präsentierten Filme statt und werden von wechselnden Moderatoren aus dem Film- und Fernsehumfeld präsentiert. Die anwesenden Darsteller und Moderatoren können über Mikrofon das Geschehen auf dem Bildschirm kommentieren, es mithilfe der Fernbedienung direkt beeinflussen und auf Publikumsreaktionen eingehen. Die finanzielle Durchführbarkeit wird dabei durch den kostenlosen Einsatz der Gründungsmitglieder und durch Sponsoren ermöglicht. Statt einer Großbildleinwand wie beim Public Viewing werden zur Projektion mehrere Flachbildfernseher eingesetzt, statt einer Reihenbestuhlung werden die Säle mit Sitzsäcken bestückt. Der Berliner Tagesspiegel schreibt am 19. März 2009: "[...] die Macher des Gernsehclubs schalten nicht einfach bloß ihre Kiste an, sie zelebrieren das Fernsehen: [...] Dann werden Spielfilme geguckt. Oder Serien. Gummibärchen und Hotdogs sind im Eintritt enthalten, auch die Nackenmassage. Komiker Oliver Kalkofe ist jedes Mal dabei. Weil er so gerne fernsieht [...] und weil sein Nacken oft verspannt ist."